# Liste der Monuments historiques in Saverne
Die Liste der Monuments historiques in Saverne führt die Monuments historiques in der französischen Gemeinde Saverne auf.

## Liste der Bauwerke
| Bezeichnung                                        | Beschreibung                                                                                 | Standort                          | Kennzeichnung | Schutzstatus          | Datum          | Bild           |
| -------------------------------------------------- | -------------------------------------------------------------------------------------------- | --------------------------------- | ------------- | --------------------- | -------------- | -------------- |
| Burg Hohbarr                                       | Ruine einer Felsenburg, Anfang des 12. Jahrhunderts angelegt; Kapelle zwischen 1170 und 1180 | südwestlich der Stadt (Lage)      | PA00084952    | Classé                | 1874           | weitere Bilder |
| Hôtel des Rathsamhausen zum Stein                  | Massivbau, ehemals bezeichnet 1560, Erker aus der zweiten Hälfte des 17. Jahrhunderts        | 13 rue des Frères (Lage)          | PA00084960    | Inscrit               | 1929           | weitere Bilder |
| Maison Katz                                        | Fachwerkhaus, bezeichnet 1605 und 1668                                                       | 80 Grand Rue (Lage)               | PA00084963    | Inscrit               | 1929           | weitere Bilder |
| Kirche St-Antoine-de-Padoue und ehemaliges Kloster | Kloster 1303 gegründet; Gebäude ab dem Anfang des 14. Jahrhunderts                           | Rue Poincaré (Lage)               | PA00084955    | Classé Inscrit Classé | 1900 1990 1993 | weitere Bilder |
| Wohn- und Geschäftshaus                            | Fachwerkhaus mit massivem Sockelgeschoss, bezeichnet 1575                                    | 76 Grand Rue (Lage)               | PA00084962    | Inscrit               | 1929           | weitere Bilder |
| Maison Mitterspach                                 | Fachwerkhaus mit massivem Sockelgeschoss, bezeichnet 1569                                    | 96 Grand Rue (Lage)               | PA00084964    | Inscrit               | 1929           | weitere Bilder |
| Wohnhaus                                           | Fachwerkhaus, bezeichnet 1606; 1973 abgebrochen                                              | 28 rue des Murs (Lage)            | PA00084965    | Inscrit               | 1929           |                |
| Hôtel du Boeuf Noir                                | Massivbau mit Erker, bezeichnet 1669                                                         | 22 Grand Rue (Lage)               | PA00084956    | Inscrit               | 1929           | weitere Bilder |
| Hôtellerie au Cheval                               | Massivbau mit Erker, bezeichnet 1685                                                         | 27 Grand Rue (Lage)               | PA00084961    | Inscrit               | 1929           | weitere Bilder |
| Wohnhaus                                           | Massivbau mit Erker, bezeichnet 1562                                                         | 8 rue des Pères (Lage)            | PA00084967    | Inscrit               | 1929           |                |
| Oberhof                                            | Stadtschloss, 15. bis 17. Jahrhundert; Treppenturm bezeichnet 1680                           | Rue du Tribunal (Lage)            | PA00084950    | Inscrit               | 1934           | weitere Bilder |
| Burg Greifenstein                                  | Ruine einer Felsenburg, 12. Jahrhundert                                                      | westlich der Stadt (Lage)         | PA00084951    | Classé                | 1898           | weitere Bilder |
| Rohan-Schloss                                      | Bischofspalast, zwischen 1779 und 1790 erbaut                                                | Place du Général de Gaulle (Lage) | PA00084953    | Classé                | 1933 1934 1995 | weitere Bilder |
| Kirche Notre-Dame-de-la-Nativité                   | ab der Mitte des 12. Jahrhunderts                                                            | Place de l’Église (Lage)          | PA00084954    | Classé                | 1977           | weitere Bilder |
| Hôtel de la Charrue                                | Massivbau mit Eckerker, 16. oder 17. Jahrhundert                                             | 1 rue des Clefs (Lage)            | PA00084957    | Inscrit               | 1929           | weitere Bilder |
| Hôtel de Wangen                                    | Massivbau, bezeichnet 1569                                                                   | 24 rue des Murs (Lage)            | PA00084958    | Inscrit               | 1930           | weitere Bilder |
| Wohnhaus                                           | Fachwerkhaus auf massivem Sockelgeschoss, bezeichnet 1564                                    | 6 rue des Églises (Lage)          | PA00084959    | Inscrit               | 1929           | weitere Bilder |
| Wohnhaus                                           | Torbogen bezeichnet 1574                                                                     | 5 route de Paris (Lage)           | PA00084966    | Inscrit               | 1930           | weitere Bilder |

## Liste der Objekte
| Bezeichnung                                                                      | Beschreibung | Standort                                                    | Kennzeichnung | Schutzstatus | Datum     | Bild           |
| -------------------------------------------------------------------------------- | --- | ----------------------------------------------------------- | ------------- | ------------ | --------- | -------------- |
| Vier Gemälde (Passionszyklus)                                                    | Ölfarbe auf Holz, Ende des 15. Jahrhunderts; früher Michael Wolgemut, heute dem Meister der Coburger Rundblätter zugeschrieben                                                                              | in der Kirche Notre-Dame-de-la-Nativité (Lage)              | PM67000275    | Classé       | 1980      |                |
| Gemälde Salome erhält das Haupt Johannes’ des Täufers                            | Ölfarbe auf Leinwand, Holzrahmen, vermutlich aus dem 17. Jahrhundert | in der Kirche Notre-Dame-de-la-Nativité (Lage)              | PM67000278    | Classé       | 1980      |                |
| Orgel                                                                            | 1784 von Sebastian Krämer gebaut | in der Kirche Notre-Dame-de-la-Nativité (Lage)              | PM67001086    | Classé       | 1980      | weitere Bilder |
| Orgelprospekt und Emporenbrüstung                                                | 1784 von Sebastian Krämer gebaut | in der Kirche Notre-Dame-de-la-Nativité (Lage)              | PM67000287    | Classé       | 1980      | weitere Bilder |
| Skulptur Maria Immaculata                                                        | Prozessionsfigur mit Sockel; Holz, farbig gefasst und vergoldet, zweite Hälfte des 18. Jahrhunderts | in der Kirche Notre-Dame-de-la-Nativité (Lage)              | PM67000299    | Classé       | 1980      |                |
| Skulptur Maria Immaculata                                                        | Prozessionsfigur mit Sockel; Holz, farbig gefasst und vergoldet, zweites Viertel des 18. Jahrhunderts | in der Ölberggalerie des Oberhofs (Lage)                    | PM67000300    | Classé       | 1980      |                |
| Orgel                                                                            | Ensemble aus PM67000661 und PM67000272 | in der Kirche St-Antoine-de-Padoue (Lage)                   | PM67001085    | Classé       | 1977 1974 | weitere Bilder |
| Orgelprospekt und Emporenbrüstung                                                | 1763 von François Louis Dubois gebaut | in der Kirche St-Antoine-de-Padoue (Lage)                   | PM67000661    | Classé       | 1977      | weitere Bilder |
| Instrumentalteil der Orgel                                                       | 1763 von François Louis Dubois gebaut | in der Kirche St-Antoine-de-Padoue (Lage)                   | PM67000272    | Classé       | 1974      |                |
| Büste eines Mönchs                                                               | Holz, vermutlich aus dem 17. Jahrhundert | in der Kirche St-Antoine-de-Padoue (Lage)                   | PM67001491    | Inscrit      | 1981      |                |
| Gemälde Marienkrönung                                                            | Ölfarbe auf Holz, 1598, nach Jan van der Straet | in der Kirche St-Antoine-de-Padoue (Lage)                   | PM67000271    | Classé       | 1971      |                |
| Liturgische Gewänder                                                             | Kasel, Stola, Manipel, Bursa und Kelchvelum; Seide und Metalfaden, 18. Jahrhundert | in der Kirche Notre-Dame-de-la-Nativité (Lage)              | PM67000283    | Classé       | 1980      |                |
| Kruzifix                                                                         | Holz, farbig gefasst, 1756 | in der Kirche Notre-Dame-de-la-Nativité (Lage)              | PM67000294    | Classé       | 1980      |                |
| Skulptur Auferstandener Christus mit den Stigmata                                | Prozessionsfigur; Holz, farbig gefasst und vergoldet, vermutlich aus dem 18. Jahrhundert | in der Kirche Notre-Dame-de-la-Nativité (Lage)              | PM67000296    | Classé       | 1980      |                |
| Heiliges Grab                                                                    | Sandstein, um 1400 | in der Kirche Notre-Dame-de-la-Nativité (Lage)              | PM67000297    | Classé       | 1980      | weitere Bilder |
| Skulptur Kniende Madonna                                                         | Holz, farbig gefasst, um 1480 | in der Kirche Notre-Dame-de-la-Nativité (Lage)              | PM67000298    | Classé       | 1980      |                |
| Skulptur Madonna mit Kind und zwei Engeln                                        | Holz, farbig gefasst und vergoldet, zwischen 1486 und 1495 von Niklaus von Hagenau | in der Kirche Notre-Dame-de-la-Nativité (Lage)              | PM67000301    | Classé       | 1980      | weitere Bilder |
| Pietà                                                                            | Holz, farbig gefasst und vergoldet, 16. Jahrhundert | in der Kirche Notre-Dame-de-la-Nativité (Lage)              | PM67000303    | Classé       | 1980      |                |
| Relief Beweinung Christi                                                         | Marmor, bemalt, 1519 von Adolf Dauher | in der Kirche Notre-Dame-de-la-Nativité (Lage)              | PM67000656    | Classé       | 1980      |                |
| Relief Mariä Himmelfahrt                                                         | Fragment eines Retabels; Holz, farbig gefasst und vergoldet, um 1486, vermutlich aus der Werkstatt des Niklaus’ von Hagenau                                                                                 | in der Kirche Notre-Dame-de-la-Nativité (Lage)              | PM67000658    | Classé       | 1980      |                |
| Orgel                                                                            | 1897 von E. F. Walcker & Cie. gebaut (Opus 793) | in der protestantischen Kirche (Lage)                       | PM67001087    | Inscrit      | 1994      |                |
| Instrumentalteil der Orgel                                                       | 1897 von E. F. Walcker & Cie. gebaut (Opus 793) | in der protestantischen Kirche (Lage)                       | PM67001088    | Inscrit      | 1994      |                |
| Kelch und Patene                                                                 | Silber, vergoldet, 1777 | in der Kirche St-Antoine-de-Padoue (Lage)                   | PM67000270    | Classé       | 1971      |                |
| Grabstein für Friedrich von Lützelburg und Sophie von Willsperg                  | Sandstein, 1553 | in der Kirche St-Antoine-de-Padoue (Lage)                   | PM67000274    | Classé       | 1980      |                |
| Gemälde Herz Jesu                                                                | Ölfarbe auf Leinwand, vergoldeter Holzrahmen, um 1800 | in der Kirche Notre-Dame-de-la-Nativité (Lage)              | PM67000277    | Classé       | 1980      |                |
| Gemälde Heilige Barbara                                                          | Ölfarbe auf Leinwand, Holzrahmen, 18. Jahrhundert | in der Kirche Notre-Dame-de-la-Nativité (Lage)              | PM67000281    | Classé       | 1980      |                |
| Weihwasserbecken                                                                 | Sandstein, 1416 | in der Kirche Notre-Dame-de-la-Nativité (Lage)              | PM67000286    | Classé       | 1980      |                |
| Kanzel                                                                           | Sandstein, 1495 von Hans Meiger von Werde | in der Kirche Notre-Dame-de-la-Nativité (Lage)              | PM67000288    | Classé       | 1980      | weitere Bilder |
| 32 Manuskripte                                                                   | Pergamentbögen mit gregorianischen Gesängen, 14. Jahrhundert; im Orgelgehäuse verbaut | in der Kirche St-Antoine-de-Padoue (Lage)                   | PM67000662    | Classé       | 1992      |                |
| 34 Kirchenbänke und vier Beichtstühle                                            | Holz, Ende des 18. Jahrhunderts | in der Kirche St-Antoine-de-Padoue (Lage)                   | PM67000663    | Classé       | 1978      |                |
| Gemälde Mariä Verkündigung                                                       | Ölfarbe auf Leinwand, Holzrahmen, 18. Jahrhundert | in der Kirche Notre-Dame-de-la-Nativité (Lage)              | PM67001489    | Inscrit      | 1981      |                |
| Skulptur Heiliger Franziskus (?)                                                 | Holz, farbig gefasst, 19. Jahrhundert | in der Kirche Notre-Dame-de-la-Nativité (Lage)              | PM67001490    | Inscrit      | 1981      |                |
| Gemälde Pietà                                                                    | Ölfarbe auf Leinwand, vergoldeter Holzrahmen, 1737 | in der Kirche Notre-Dame-de-la-Nativité (Lage)              | PM67000276    | Classé       | 1980      |                |
| Gemälde Johann Nepomuk nimmt der Königin von Böhmen die Beichte ab               | Ölfarbe auf Leinwand, vergoldeter Holzrahmen, 18. Jahrhundert | in der Kirche Notre-Dame-de-la-Nativité (Lage)              | PM67000279    | Classé       | 1980      |                |
| Gemälde Petrus                                                                   | Ölfarbe auf Leinwand, vergoldeter Holzrahmen, 17. Jahrhundert | in der Kirche Notre-Dame-de-la-Nativité (Lage)              | PM67000280    | Classé       | 1980      |                |
| Relief Abendmahl                                                                 | Holz, farbig gefasst und vergoldet, Ende des 17. Jahrhunderts; Tür eines Tabernakels | in der Kirche Notre-Dame-de-la-Nativité (Lage)              | PM67000282    | Classé       | 1980      |                |
| Kelch                                                                            | Silber, vergoldet, zwischen 1755 und 1779 | in der Kirche Notre-Dame-de-la-Nativité (Lage)              | PM67000284    | Classé       | 1980      |                |
| Bürgerglocke                                                                     | Bronze, zwischen 1440 und 1478 gegossen | in der Kirche Notre-Dame-de-la-Nativité (Lage)              | PM67000285    | Classé       | 1980      |                |
| Gitter                                                                           | Schmiedeeisen, um 1778 | in der Kirche Notre-Dame-de-la-Nativité (Lage)              | PM67000289    | Classé       | 1980      |                |
| Kruzifix                                                                         | Holz, farbig gefasst, 16. Jahrhundert, möglicherweise von Niklaus von Hagenau | in der Kirche Notre-Dame-de-la-Nativité (Lage)              | PM67000295    | Classé       | 1980      | weitere Bilder |
| Skulpturengruppe Heilige Sippe                                                   | Holz, farbig gefasst und vergoldet, 17. Jahrhundert | in der Kirche St-Antoine-de-Padoue (Lage)                   | PM67000304    | Classé       | 1980      |                |
| Vier Büsten von Heiligen                                                         | Holz, farbig gefasst, drei vom Ende des 15. Jahrhunderts, möglicherweise aus der Werkstatt von Niklaus von Hagenau, die vierte im 19. Jahrhundert ergänzt                                                   | in der Kirche Notre-Dame-de-la-Nativité (Lage)              | PM67000659    | Classé       | 1980      |                |
| Zwei Skulpturen: Phillippus und Jakobus                                          | Holz, farbig gefasst, 18. Jahrhundert | in der Kirche Notre-Dame-de-la-Nativité (Lage)              | PM67000660    | Classé       | 1980      |                |
| Grabdenkmal für Dietrich von Voerde                                              | Sandstein, erste Hälfte des 16. Jahrhunderts | in der Kirche St-Antoine-de-Padoue (Lage)                   | PM67001763    | Inscrit      | 1981      |                |
| Skulptur Heiliger Veit                                                           | Holz, farbig gefasst, 15. Jahrhundert | in der Kirche Notre-Dame-de-la-Nativité (Lage)              | PM67000657    | Classé       | 1980      | weitere Bilder |
| Grabdenkmal für Anton Richard von Lützelburg und Johanna Maria Kempf von Angreth | Sandstein, um 1617 | in der Kirche St-Antoine-de-Padoue (Lage)                   | PM67000664    | Classé       | 1978      |                |
| Hauptaltar                                                                       | Altartisch, Tabernakel mit Expositionsnische, Retabel, drei Gemälde und sechs Skulpturen; Holz, farbig gefasst und vergoldet, sowie Ölfarbe auf Leinwand, 1736; die Gemälde von Joseph Melling etwas später | in der Kirche St-Antoine-de-Padoue (Lage)                   | PM67000273    | Classé       | 1980      | weitere Bilder |
| Taufbecken                                                                       | Sandstein, 1615 | in der Kirche Notre-Dame-de-la-Nativité (Lage)              | PM67000290    | Classé       | 1980      | weitere Bilder |
| Grabdenkmal für Wilhelm von Hohnstein                                            | Sandstein, Mitte des 16. Jahrhunderts | in der Kirche Notre-Dame-de-la-Nativité (Lage)              | PM67000292    | Classé       | 1980      |                |
| Grabdenkmal für Ruprecht von Pfalz-Simmern                                       | Sandstein, um 1500 | in der Kirche Notre-Dame-de-la-Nativité (Lage)              | PM67000293    | Classé       | 1980      |                |
| Skulptur Madonna mit Kind                                                        | Sandstein, um 1540 | über dem Portal der Kirche Notre-Dame-de-la-Nativité (Lage) | PM67000302    | Classé       | 1980      |                |